# Mohelnička
Mohelnička je přírodní rezervace v okrese Třebíč. Leží v katastru obce Lhánice v lokalitě Na peklích v nadmořské výšce 250–350 metrů. Oblast spravuje Krajský úřad Kraje Vysočina. Důvodem ochrany jsou přírodě blízká lesní společenstva extrémních stanovišť v zářezu potoka Mohelnička, s hodnotným bylinným a dřevinným patrem a s výskytem vzácné květeny.